# Danielle Barton-Drews
Danielle Barton-Drews (ur. 2 lutego 1999) – amerykańska siatkarka, reprezentantka Stanów Zjednoczonych, grająca na pozycji przyjmującej i atakującej.
Jej mąż Christian Drews jest futbolistą amerykańskim.

## Przebieg kariery
| Lata                                      | Klub                               |
| ----------------------------------------- | ---------------------------------- |
| 2017–2021                                 | University Utah                    |
| 2021–2022 (od 10.12.2021) (do 02.03.2022) | Grupa Azoty Chemik Police          |
| 2022 (od 03.2022)                         | Athletes Unlimited U.S. Pro League |
| 2022–2023                                 | Cuneo Granda San Bernardo          |
| 2023–                                     | NEC Red Rockets                    |

## Sukcesy klubowe
Pac-12 Conference:
- 2019, 2020, 2021

Athletes Unlimited U.S. Pro League:
- 2022

Puchar Cesarza:
- 2023[6]

Mistrzostwo Japonii:
- 2024[7]

## Sukcesy reprezentacyjne
Puchar Panamerykański:
- 2022[8]